# Amnesicoma albiseriata
Amnesicoma albiseriata är en fjärilsart som beskrevs av W. Warren 1893. Amnesicoma albiseriata ingår i släktet Amnesicoma och familjen mätare. Inga underarter finns listade i Catalogue of Life.